# Coleocentrus soldanskii
Coleocentrus soldanskii är en stekelart som beskrevs av Gottlieb Wilhelm Bischoff 1915. Coleocentrus soldanskii ingår i släktet Coleocentrus och familjen brokparasitsteklar. Arten är reproducerande i Sverige. Inga underarter finns listade i Catalogue of Life.